# Gertrude Mary Cox
Gertrude Mary Cox (Dayton, 13 januari 1900 – Durham, 17 oktober 1978) was een invloedrijke Amerikaanse statistica.
Zij was de oprichtster van de afdeling Experimental Statistics aan de universiteit van North Carolina. Later werd ze benoemd tot directeur zowel van het "Institute of Statistics" van de "Consolidated University of North Carolina" als de "Statistics Research Division" van de "North Carolina State University". Haar voornaamste en invloedrijkste onderzoek ging over proefopzetten (experimental design). Ze schreef een belangrijk book over dit onderrwerp, samen met Cochran. In 1949 werd Cox als eerste vrouw gekozen in het International Statistical Institute en in 1956 werd ze voorzitter van de American Statistical Association.
Cox wilde aanvankelijk diacones bij de Methodisten en directrice van een weeshuis worden, maar tijdens haar studie gaf ze gehoor aan een oproep vanuit de statistiek om boeren uit Iowa te helpen om beter agrarisch onderzoek te doen. Ze behaalde in 1929 haar bachelor diploma in wiskunde aan het Iowa State College en in 1931 haar master diploma in statistiek.
Van 1931 tot 1933 vervolgde Cox haar studie in statistiek aan de universiteit van California in Berkeley, waarna ze terugkeerde naar het Iowa State College als medewerker in het "Statistical Laboratory". Hier werkte ze aan het onderzoek van proefopzetten. In 1939 werd ze benoemd tot assistant professor in de statistiek.
In 1940 werd Cox benoemd tot hoogleraar in de statistiek aan de North Carolina State University in Raleigh, waar ze aan het hoofd stond van de nieuwe afdeling "Experimental Statistics".
In 1945 werd ze directeur van het "Institute of Statistics" van de Consolidated University of North Carolina, en van de Statistics Research Division" van het North Carolina State College dat geleid werd door William Gemmell Cochran. In datzelfde jaar werd Cox redacteur van Biometrics Bulletin en van het tijdschrift Biometrics, wat ze gedurende 10 jaar bleef. In 1947 was ze mede-oprichter van de International Biometric Society.
Cox publiceerde in 1950 samen met Cochran het boek Experimental Design, dat al snel een standaardwerk werd.
In 1960 betrok ze, tot haar pensioen in 1964, haar laatste post als "Director of Statistics" aan het Research Triangle Institute in Durham, North Carolina.